# Federația Română de Snooker
Federația Română de Snooker (FRS) este o structură sportivă de interes național ce desfășoară, organizează și promovează activitatea de snooker din România. Înființată în anul 2007, este membră a Comitetului Olimpic Român (COSR), a Federației Internaționale de Biliard și Snooker (IBSF) și a Asociației Europene de Biliard și Snooker (EBSA).

## Vezi și
- Sportul în România